# Aerides krabiensis
Aerides krabiensis är en orkidéart som beskrevs av Gunnar Seidenfaden. Aerides krabiensis ingår i släktet Aerides och familjen orkidéer. Inga underarter finns listade i Catalogue of Life.